# Limbert de Nouvelle-Calédonie
Hime capitonis
Espèce
Statut de conservation UICN

 DD 12 octobre 2018 : Données insuffisantes
Le Limbert de Nouvelle-Calédonie (Hime capitonis) est une espèce de poissons téléostéens de la famille des Aulopidae.

## Systématique
L'espèce Hime capitonis a été décrite pour la première fois en 2015 par Martin Fellows Gomon (d) et Carl D. Struthers (d).

## Description
Hime capitonis possède un corps allongé qui peut atteindre, queue non comprise, les 17,3 cm pour les mâles et les 14,6 cm pour les femelles.

## Répartition
Cette espèce se croise dans l’océan Pacifique, plus spécifiquement au large des côtes de la Nouvelle-Calédonie à des profondeurs variant généralement de 240 à 300 m.

## Étymologie
Son épithète spécifique, capitonis, du latin « căpǐtŏnis », qui a une grosse tête, fait référence à la taille importante de la tête des membres de l'espèce.

## Publication originale
- (en) Martin F. Gomon et Carl D. Struthers, « Three new species of the Indo-Pacific fish genus Hime (Aulopidae, Aulopiformes), all resembling the type species H. japonica (Günther 1877) », Zootaxa, vol. 4044, no 3,‎ 19 novembre 2015, p. 371–390 (ISSN 1175-5334 et 1175-5326, OCLC 49030618, PMID 26624716, DOI 10.11646/ZOOTAXA.4044.3.3).